# Крістіан Еспіноса
Крістіан Еспіноса (ісп. Cristian Espinoza; нар. 3 квітня 1995, Буенос-Айрес) — аргентинський футболіст, нападник, фланговий півзахисник клубу «Сан-Хосе Ерсквейкс».
Виступав, зокрема, за клуби «Уракан» та «Алавес», а також олімпійську збірну Аргентини.

## Клубна кар'єра
Вихованець футбольної школи клубу «Уракан». Дорослу футбольну кар'єру розпочав 2013 року в основній команді того ж клубу, в якій провів три сезони, взявши участь у 90 матчах чемпіонату.  Більшість часу, проведеного у складі «Уракана», був основним гравцем команди.
Частину сезону 2016 року перебував на контракті в іспанському клубі «Вільярреал».
З сезону 2016/17 перебуває в оренді спочатку в баскському клубі «Алавес», а на початку 2017 року в складі клубу «Реал Вальядолід». Відтоді встиг відіграти за вальядолідський клуб 10 матчів в національному чемпіонаті. Сезон 2017/18 років Крістіан на правах оренди провів у складі «Бока Хуніорс».
2 січня 2019 року також на правах оренди Еспіноса перейшов до клубу МЛС «Сан-Хосе Ерсквейкс». 11 грудня того ж року клуб оформив його повноцінний трансфер до команди.

## Виступи за збірні
2015 року залучався до складу молодіжної збірної Аргентини. На молодіжному рівні зіграв в 11 офіційних матчах.
2016 року захищав кольори олімпійської збірної Аргентини. У складі цієї команди провів 3 матчі. У складі збірної — учасник футбольного турніру на Олімпійських іграх 2016 року у Ріо-де-Жанейро.

## Досягнення

### Командні досягнення
Уракан
- Володар Суперкубка Аргентини: 2014

 Бока Хуніорс
- Чемпіон Аргентини: 2017/18

 Збірна Аргентини
- Переможець молодіжного чемпіонату Південної Америки (1): 2015.